# Bois de Boulogne
O Bosque de Bolonha (do francês: Bois de Boulogne') é um parque público estabelecido na década de 1850, durante o reinado de Napoleão III, no 16.º arrondissement de Paris (França), subúrbio das comunas Boulogne-Billancourt e Neuilly-sur-Seine. Considerada uma das mais importantes áreas verdes da capital francesa.  
É o segundo maior parque de Paris, cobrindo uma superfície de 8,459 km² (com tamanho comparado ao Richmond Park, em Londres), sendo conhecido como um dos "pulmões da capital francesa". É um pouco menor do que o Parque Florestal de Monsanto (Lisboa), porém é duas vezes e meia maior do que o Central Park (Nova Iorque), e 3,3 vezes maior do que o Hyde Park (Londres).
Ocupando o lugar da antiga floresta de Rouvray, o bosque foi palco de diversas experiências aerostáticas realizadas por Alberto Santos Dumont entre 1898 e 1903, culminando no histórico voo do avião 14-Bis em 1906.

Bois de Boulogne